# Saint-André-de-Majencoules
Saint-André-de-Majencoules település Franciaországban, Gard megyében. Lakosainak száma 600 fő (2022. január 1.). Saint-André-de-Majencoules Mandagout, Roquedur, Saint-Martial, Sumène, Le Vigan és Val-d'Aigoual községekkel határos.

## Népesség
A település népessége az elmúlt években az alábbi módon változott:
| Lakosok száma | 661  | 547  | 564  | 563  | 623  | 604  | 592  | 599  | 603  | 600  |
|               | 1968 | 1982 | 1990 | 2006 | 2013 | 2015 | 2017 | 2019 | 2020 | 2022 |